# TOI-2068
TOI-2068 — двойная звезда в созвездии Большой Медведицы на расстоянии приблизительно 173 световых лет (около 53 парсек) от Солнца. Возраст звезды определён как около 7 млрд лет.
Вокруг звезды обращается, как минимум, одна планета.

## Характеристики
Первый компонент (G 197-57) — красный карлик спектрального класса M1V. Звёздная величина диапазона G звезды — +12,21m. Масса — около 0,543 солнечной, радиус — около 0,543 солнечного, светимость — около 0,0507 солнечной. Эффективная температура — около 3664 K.
Второй компонент (G 197-58) — красный карлик спектрального класса M. Звёздная величина диапазона G звезды — +12,437m. Масса — около 0,52 солнечной, радиус — около 0,517 солнечного, светимость — около 0,0438 солнечной. Эффективная температура — около 3603 K. Удалён в среднем на 1059 а.е..

## Планетная система
В 2023 году группой астрономов было объявлено об открытии планеты TOI-2068 b.